# Daphné Collignon
Daphné Collignon est une autrice française de bande dessinée, née à Lyon en 1977.

## Biographie
Diplômée de l'École Émile-Cohl, elle débute en illustrant le scénario d'Isabelle Dethan, Le Rêve de Pierres. Elle poursuit avec les deux volumes de Cœlacanthes. En 2009, elle collabore avec la grand reporter Anne Nivat sur l'album Correspondante de guerre. En 2010, elle participe à la série créée par Frank Giroud : Destins. Elle collabore depuis régulièrement avec la scénariste Virginie Greiner et illustre aussi des albums jeunesse tels que Badésirédudou, Mélodie des Iles, Trois Gouttes de Sang, Chaân, La Petite Maison dans la Prairie, La Guerre de l'Ours, Calpurnia, Camille Claudel, Marie Curie …
Daphné Collignon a été également enseignante à l'École Émile Cohl de Lyon.
Elle participe à l'album collectif Cher corps (2019), issu des travaux de la vidéaste Léa Bordier.

## Œuvres

### Bandes dessinées
- Le Rêve de Pierres avec Isabelle Dethan (scénario), Vents d'Ouest coll. « Équinoxe », 2004[3]
- Cœlacanthes - Tome 1 : Noa (scénario, dessin et couleurs), Vents d'Ouest coll. « Équinoxe »,  2006
- Récits Ferroviaires (scénario, dessin et couleurs), collectif, Éditions Ouest-France, 2006
- Cœlacanthes - Tome 2 : Emma (scénario, dessin et couleurs), Vents d'Ouest coll. « Équinoxe », 2007
- Correspondante de guerre (scénario, dessin et couleurs), avec Anne Nivat (scénario), Soleil Productions, 2009
- Marie Moinard et collectif, En chemin elle rencontre... : Les artistes se mobilisent contre la violence faite aux femmes, Des ronds dans l'O / Amnesty International, septembre 2009, 96 p. (ISBN 978-2-917237-06-9)
- Destins - Tome 2 : Le Fils (dessin et couleurs), avec Virginie Greiner (scénario), Glénat coll. « Grafica », 2010
- Sirène (scénario, dessin et couleurs), Dupuis, 2013  (ISBN 978-2-8001-5911-9)
- Avant l'heure du tigre : La voie Malraux (dessin et couleurs), avec Virginie Greiner, Glénat, 2015  (ISBN 978-2723494687)
- Flora et les Étoiles Filantes (adaptation, mise en scène, dessin et couleur) avec Chantal Van Den Heuvel, Le Lombard, 2015
- Tamara de Lempicka (dessin et couleur), avec Virginie Greiner (scénario), Glénat, 2017
- Calpurnia, scénario de Jacqueline Kelly (adaptation), Rue de Sèvres, 2018
- Cher corps[2], Léa Bordier (scénario), Éditions Delcourt, 2019  (ISBN 978-2-413-01359-4)
- Calpurnia t. 2, scénario de Jacqueline Kelly (adaptation), Rue de Sèvres, 2020.

### Illustrations
- Douze histoires de la Bible de Geneviève Laurencin, Flammarion, 2001  (ISBN 978-2081600737).
- Quinze histoires de la Bible de Geneviève Laurencin, Flammarion, 2001  (ISBN 2-08-161290-9).
- Izmir de Patrick Vendamme, Flammarion coll. « Père Castor », 2002  (ISBN 978-2081606470).
- L'Ane et le Lion de Jean Muzi, Flammarion coll. « Père Castor », 2002  (ISBN 978-2081612730).
- Pas touche à mon copain de Philippe Barbeau, Flammarion coll. « Castor cadet », 2003  (ISBN 978-2081624122).
- Mamie mystère de Marie-Sophie Vermot, Milan coll. « Cadet Plus », 2004  (ISBN 978-2745911759).
- La Danse de Fiona de Nathalie Somers, Nathan coll. « Premiers Romans », 2010.
- Badésirédudou de Marie-Claude Bérot, réédition illustrée, Flammarion coll. « Père Castor », 2012.
- Le B.A ba de la Savate - Boxe française de Victor Sebastiao, Fleur de Ville Éditions, 2013.
- Ma Vie de Chien de France Quatromme, Fleur de Ville Éditions, 2014.
- Sorcière des Brumes de Lena Kaaberbol, tomes 1, 2 et 3, Bayard Jeunesse, 2016 - 2017.
- Calpurnia, Apprentie Vétérinaire (3 tomes) de Jacqueline Kelly, École des Loisirs, 2017 - 2018
- Camille Claudel de Bénédicte Solle-Bazaille, Bayard coll. « Roman Doc Art », 2019

## Prix et distinctions
- Prix Ballon rouge Quai des Bulles 2004[4]
- Sélection du Prix Artémisia 2016[5] pour Flora et les Étoiles Filantes avec Chantal Van Den Heuvel
- Prix du Veau de lait 2023 du festival Des Planches et des Vaches pour Calpurnia[6].